# Suka Sari (Mesuji Raya)
Suka Sari is een bestuurslaag in het regentschap Ogan Komering Ilir van de provincie Zuid-Sumatra, Indonesië. Suka Sari telt 1506 inwoners (volkstelling 2010).